# サザナミインカバト
サザナミインカバト （学名：Columbina squammata）は、ハト目ハト科に分類される鳥類。

## 分布
南米の低木林に広く分布する。